# Ballon d'or 2003
Navigation
Édition précédente Édition suivante
Le Ballon d'or 2003, qui récompense le meilleur joueur de football évoluant en Europe, est attribué à Pavel Nedvěd, le 21 décembre 2003.
Thierry Henry, second, paye l'échec sportif de son club d'Arsenal, éliminé dès les poules de la Ligue des Champions et privé du titre de champion d’Angleterre par Manchester United.

## Classement
| Rang | Nom                  | Club                               | Sélection nationale | Points |
| ---- | -------------------- | ---------------------------------- | ------------------- | ------ |
| 1    | Pavel Nedvěd         | Juventus                           | Tchéquie            | 190    |
| 2    | Thierry Henry        | Arsenal                            | France              | 128    |
| 3    | Paolo Maldini        | Milan AC                           | Italie              | 123    |
| 4    | Andriy Chevtchenko   | Milan AC                           | Ukraine             | 67     |
| 5    | Zinédine Zidane      | Real Madrid                        | France              | 64     |
| 6    | Ruud van Nistelrooy  | Manchester United                  | Pays-Bas            | 61     |
| 7    | Raúl                 | Real Madrid                        | Espagne             | 32     |
| 8    | Roberto Carlos       | Real Madrid                        | Brésil              | 27     |
| 9    | Gianluigi Buffon     | Juventus                           | Italie              | 19     |
| 10   | David Beckham        | Manchester United Real Madrid      | Angleterre          | 17     |
| 11   | Ronaldo              | Real Madrid                        | Brésil              | 11     |
| 12   | Henrik Larsson       | Celtic Glasgow                     | Suède               | 6      |
| 13   | Deco                 | FC Porto                           | Portugal            | 4      |
| 13   | Alessandro Del Piero | Juventus                           | Italie              | 4      |
| 13   | Dida                 | Milan AC                           | Brésil              | 4      |
| 13   | Roy Makaay           | Deportivo La Corogne Bayern Munich | Pays-Bas            | 4      |
| 13   | Alessandro Nesta     | Milan AC                           | Italie              | 4      |
| 18   | Nihat                | Real Sociedad                      | Turquie             | 3      |
| 18   | Francesco Totti      | AS Roma                            | Italie              | 3      |
| 20   | Michael Ballack      | Bayern Munich                      | Allemagne           | 2      |
| 20   | Zlatan Ibrahimović   | Ajax Amsterdam                     | Suède               | 2      |
| 22   | Filippo Inzaghi      | Milan AC                           | Italie              | 1      |
| 22   | Jan Koller           | Borussia Dortmund                  | Tchéquie            | 1      |
| 22   | Adrian Mutu          | Parme FC Chelsea FC                | Roumanie            | 1      |
| 22   | Ronaldinho           | Paris SG FC Barcelone              | Brésil              | 1      |
| 22   | Francesco Toldo      | Inter Milan                        | Italie              | 1      |